# ПАТХФ
ПАТХФ је Панамеричка рукометна федерација (енгл. Pan-American Team Handball Federation) која контролише рукометне савезе држава Северне и Јужне Америке и Кариба. Федерација је део Светске рукометне федерације ИХФ. Председник савеза је Мануел Оливеира
У федерацију су учлањена 24 национална савеза:
| Северна Америка - Канада - Гренланд - Мексико - САД | Централна Америка - Костарика - Салвадор - Гватемала - Хондурас - Никарагва - Панама | Кариби - Барбадос - Куба - Доминиканска Република - Хаити - Порторико - Тринидад и Тобаго | Јужна Америка - Аргентина - Бразил - Чиле - Колумбија - Еквадор - Парагвај - Уругвај - Венецуела |

## Такмичења
- Панамеричко првенство у рукомету
- Панамеричко првенство у рукомету за жене
- Панамеричко првенство у рукомету за омладинце
- Панамеричко првенство у рукомету за омладинке
- Панамеричко првенство у рукомету за мушкарве У16
- Панамеричко првенство у рукомету за жене У16
- Панамеричко првенство у рукомету на плажи
- Панамеричко првенство у рукомету на плажи за жене